# Polygala pseudosericea
Polygala pseudosericea är en jungfrulinsväxtart som beskrevs av Chod.. Polygala pseudosericea ingår i släktet jungfrulinssläktet, och familjen jungfrulinsväxter. Inga underarter finns listade i Catalogue of Life.